# Моль, Жюль
Жюль фон Моль (нем. Julius von Mohl; 25 октября 1800, Штутгарт — 4 января 1876, Париж) — французский лингвист и ориенталист немецкого происхождения. Брат Роберта и Гуго Моля.

## Биография
Получил классическое образование в Тюбингене. В 1823 году отправился в Париж, где учился персидскому языку в Особой школе живых восточных языков (École speciale des langues orientales vivantes) у профессора А. И. Сильвестре де Саси.
С 1826 г. по 1833 г. был профессором Тюбингенского университета, получив разрешение продолжать учебу за границей, провёл несколько лет в Лондоне и Оксфорде.
Позже поселился во Франции, получил гражданство, в 1844 был принят в Академию надписей и изящной словесности, в 1847 стал профессором фарси в Коллеж де Франс.
Был активным членом Азиатского общества, помощником секретаря (1841—1852), секретарём (1852—1867), президентом с 1867 до своей смерти в 1876 году.
Основная работа Моля капитальное издание «Шахнаме», под названием Книга царей по Абулькасиму Фирдоуси, публикация, перевод и комментарии г-н Жюля Моля (в 7 томах, 1838—1878). Автор трудов о Заратустре, Конфуцие

## Избранные публикации
- Lettres de M. Botta sur les découvertes à Khorsabad (1845);
- Fragments relatifs à la religion de Zoroastre (Paris, 1829);
- Confucii Chi-king sive liber carminum, ex latina P. Lacharmi interpret atione (Stuttgart, 1830);
- Y-King, antiquissimus sinarum liber, ex interpretatione P. Regis (Stuttgart, 1834—1839).